# Châteauvillain
Châteauvillain is een gemeente in het Franse departement Haute-Marne (regio Grand Est). De plaats maakt deel uit van het arrondissement Chaumont. Châteauvillain telde op 1 januari 2022 1.512 inwoners.

## Geografie
De oppervlakte van Châteauvillain bedroeg op 1 januari 2022 106,37 vierkante kilometer; de bevolkingsdichtheid was toen 14,2 inwoners per km².

## Demografie
Onderstaande figuur toont het verloop van het inwonertal (bron: INSEE-tellingen).